# Tab Two
Tab Two war eine in Ulm gegründete Band, die aus Hellmut Hattler (E-Bass) und Joo Kraus (Trompete) bestand. Das Tab im Bandnamen steht für „Trumpet and Bass“. Weiterhin stellt der Name eine augenzwinkernde Reminiszenz an die Fab Four dar. Tab Two kombinierten vornehmlich Acid Jazz mit Hip-Hop, Trip-Hop, Drum and Bass und anderen Stilrichtungen; das Ergebnis wird teilweise als Hip Jazz bezeichnet.

## Werdegang
Das Duo bestand von 1987 bis 1999 und galt damals als das erfolgreichste Duo des deutschen Jazz. Tab Two feierte internationale Erfolge mit den Songs No Flagman Ahead (1995) und Belle Affaire (1996) und trat auf dem Montreux Jazz Festival ebenso wie auf dem Roskilde-Festival auf. Aufgrund persönlicher Differenzen zwischen Kraus und Hattler zerbrach das Duo um die Jahrtausendwende. Seit 2011 arbeiteten die beiden Musiker zusammen an dem Best-of-Album Two Thumbs Up, das am 27. April 2012 erschienen ist. Anlässlich der Veröffentlichung standen Kraus und Hattler auch wieder gemeinsam für mehrere Konzerte zwischen April und August 2012 auf der Bühne. Eine richtige Reunion wird es den Musikern zufolge aber nicht geben.

## Diskografie
- 1991: Mind Movie
- 1992: Space Case
- 1994: Hip Jazz (DE: Gold (German Jazz Award))[2]
- 1995: Flagman Ahead (DE: Gold (German Jazz Award))
- 1996: Belle Affaire
- 1997: Sonic Tools (DE: Gold (German Jazz Award))
- 1999: Between Us
- 2000: ...zzzipp!
- 2012: Live at the Roxy (6 Track MP3/FLAC only)
- 2012: Two Thumbs Up
- 2013: ...zzzipp! extended